# Ayuntamiento de Lérida
El Ayuntamiento de Lérida (en catalán: Ajuntament de Lleida y Paeria de Lleida), es la administración de primer nivel que gobierna la ciudad y municipio de Lérida. La sede del ayuntamiento es el Palacio de la Paeria.
El actual alcalde —paer en cap según la definición tradicional— de Lérida es Félix Larrosa Piqué.

## Historia
Llamado tradicionalmente La Pahería, ahora La Paeria, fue la forma de gobierno municipal de Lérida desde 1264 hasta el reformismo borbónico del Decreto de Nueva Planta de 1716. El término paer procede del latín paciari ("que hace justicia") y patiarium ("hombre de paz").
Tras siglos de dominación musulmana, en 1149 Lérida fue conquistada por las tropas de los condes Ramón Berenguer I y Ermengol VI de Urgel. Un año más tarde, en 1150, se otorgó a la ciudad la Carta de Población. El 1 de abril de 1197 Pedro II de Aragón concedió a Lérida el privilegio del Consulado, cuerpo municipal para ordenar, gobernar y defender la ciudad, salvando los derechos y la fidelidad al rey y al conde de Urgel.
El 19 de agosto de 1264 el rey Jaime I concedió a los cónsules el Privilegio de la Paeria, que desligaba a Lérida del vínculo feudal y concedía la prerrogativa de organización del ente municipal a la ciudad. Se creó el Consejo General de la Paeria, formado por cuatro paers, representado a los tres estamentos sociales tradicionales de la ciudad: la mano mayor (ciutadadanos y caballeros), la mediana (mercaderes y juristas) y la menor (campesiones y menestrales). Inicialmente los paers eran elegidos anualmente en votación pública y nominal, hasta que en 1386, durante el reinado de Pedro IV, se formó un nuevo Consejo General, integrado por 50 consejeros: 45 elegidos anualmente por el proceso de insaculación (15 individuos de la mano mayor, 15 de la mano media y otros 15 de la mano menor) y los restantes cinco pertenecientes a las hermandades profesionales y religiosas, que accedían por turnos.
Tras la Guerra de Sucesión Española y con el Decreto de Nueva Planta, promulgado por el rey Felipe V de Borbón, Lérida perdió la autonomía municipal; se abolió la Paeria, dando paso a un ayuntamiento de matriz absolutista, compuesto por ocho regidores. En 4 de marzo de 1719 quedó constituido el Ayuntamiento de Lérida, formado por los regidores Tomás Capdevila, el noble Agustín Llopis, el caballero Pedro de Gomar, el noble José Oliver, el noble Baltasar de Riquer, el noble Narciso de Olzinelles y el caballero Francisco Gras.

## Alcaldes
| Periodo   | Nombre                                                             | Partido                                                              |
| --------- | ------------------------------------------------------------------ | -------------------------------------------------------------------- |
| 1979-1983 | Antoni Siurana                                                     | Partit dels Socialistes de Catalunya (PSC)                           |
| 1983-1987 | Antoni Siurana                                                     | Partit dels Socialistes de Catalunya (PSC)                           |
| 1987-1991 | Jaume Manel Oronich Miravet (1987-1989) Antoni Siurana (1989-1991) | Convergència i Unió (CiU) Partit dels Socialistes de Catalunya (PSC) |
| 1991-1995 | Antoni Siurana                                                     | Partit dels Socialistes de Catalunya (PSC)                           |
| 1995-1999 | Antoni Siurana                                                     | Partit dels Socialistes de Catalunya (PSC)                           |
| 1999-2003 | Antoni Siurana                                                     | Partit dels Socialistes de Catalunya (PSC)                           |
| 2003-2007 | Antoni Siurana (2003-2004) Àngel Ros (2004-2007)                   | Partit dels Socialistes de Catalunya (PSC)                           |
| 2007-2011 | Àngel Ros                                                          | Partit dels Socialistes de Catalunya (PSC)                           |
| 2011-2015 | Àngel Ros                                                          | Partit dels Socialistes de Catalunya (PSC)                           |
| 2015-2019 | Àngel Ros (2015-2018) Fèlix Larrosa (2018-2019)                    | Partit dels Socialistes de Catalunya (PSC)                           |
| 2019-2023 | Miquel Pueyo                                                       | Esquerra Republicana de Catalunya (ERC)                              |
| 2023-act. | Fèlix Larrosa                                                      | Partit dels Socialistes de Catalunya (PSC)                           |

## Gobierno municipal
| Persona          | Partido | Cargo                                            |
| ---------------- | ------- | ------------------------------------------------ |
| Félix Larrosa    | PSC     | Anexo:Alcaldes de Lérida (Alcalde)               |
| Begoña Iglesias  | PSC     | Agenda Urbana, Espai Agrari i Sostenibilitat     |
| Carlos Enjuanes  | PSC     | Acció i Innovació Social                         |
| Cristina Morón   | PSC     | Seguretat, Mobilitat i Civisme                   |
| Carme Valls      | PSC     | Bon Govern i Polítiques Feministes               |
| Pilar Bosch      | PSC     | Cultura i Promoció de la Ciutat                  |
| Xavi Blanco      | PSC     | Joventut, Educació i Ocupació i Festes           |
| Jackson Quiñonez | PSC     | Esports i Cooperació                             |
| Roberto Pino     | PSC     | Participació i Drets Civils i Regidor d'Igualtat |

### Concejales de zonas
- Centre Històric: Fèlix Larrosa
- Ciutat Jardi/Camp d'Esports/Joc de la Bola/Llívia/Horta de Lleida: Begoña Iglesias
- Pardinyes: Carlos Enjuanes
- Rambla-Estació Noguerola/Secà de Sant Pere: Cristina Morón
- Balàfia/Clot: Carme Valls
- Zona Alta-Universitat/Pius XII-Germanor: Anna Miranda
- Escorxador-Templers/Instituts: Pilar Bosch
- La Mariola/Turó de Gardeny: Xavier Blanco
- Cappont: Jackson Quiñonez
- Bordeta i Mangraners: Roberto Pino

## Corporación municipal 2023-2027
El Ayuntamiento de Lérida está formado por 27 concejales, elegidos por sufragio universal cada cuatro años. 
La actual composición del consistorio es la siguiente:
| PSC | PP                                                                             | ERC                                                                    | Junts x Cat                                                              | VOX                    | COMU         |
| Félix Larrosa Begoña Iglesias Carlos Enjuanes Cristina Morón Carme Valls Roberto Pino Pilar Bosch Xavi Blanco Jackson Quiñonez | Xavi Palau Ana Maria Florista Maria Antònia Maller Roger Melero Marta Tristany | Jordina Freixanet Juanjo Falcó Sandra Castro Xavier Estrada Anna Costa | Violant Cervera Neus Caufapé David Melé Sergi Grimau Rosa Jové Montañola | Gloria Rico Josep Roca | Laura Bergés |

## Resultados electorales
| Partido político                                         | 2023  | 2023  | 2023       | 2019  | 2019  | 2019       | 2015  | 2015  | 2015       | 2011  | 2011  | 2011       | 2007  | 2007  | 2007       |
| Partido político                                         | %     | Votos | Concejales | %     | Votos | Concejales | %     | Votos | Concejales | %     | Votos | Concejales | %     | Votos | Concejales |
| Partit dels Socialistes de Catalunya (PSC)               | 27,44 | 12979 | 9          | 23,63 | 13321 | 7          | 24,67 | 12367 | 8          | 44,72 | 18864 | 15         | 47,80 | 22172 | 15         |
| Partit Popular de Catalunya (PP)                         | 15,53 | 7348  | 5          | 6,06  | 3416  | 2          | 8,69  | 4358  | 2          | 17,57 | 7410  | 6          | 12,27 | 5690  | 3          |
| Esquerra Republicana de Catalunya (ERC)                  | 15,22 | 7199  | 5          | 23,77 | 13402 | 7          | 11,28 | 5656  | 3          | 4,48  | 1890  | 0          | 7,19  | 3336  | 2          |
| Junts per Catalunya (JxC)-Convergència i Unió (CiU)      | 14,51 | 6862  | 5          | 19,09 | 10765 | 6          | 17,92 | 8983  | 6          | 19,47 | 8212  | 6          | 20,73 | 9613  | 6          |
| Vox                                                      | 7,56  | 3575  | 2          | 1,59  | 895   | 0          | —     | —     | —          | —     | —     | —          | —     | —     | —          |
| En Comú Podem (ECP)-Iniciativa per Catalunya Verds (ICV) | 5,01  | 2373  | 1          | 8,68  | 4896  | 2          | 7,55  | 3787  | 2          | 4,93  | 2080  | 0          | 5,90  | 2737  | 1          |
| ARA Pacte Local                                          | 4,77  | 2258  | 0          | —     | —     | —          | —     | —     | —          | —     | —     | —          | —     | —     | —          |
| Candidatura d'Unitat Popular (CUP)                       | 4,58  | 2170  | 0          | 4,32  | 2434  | 0          | 8,75  | 4387  | 2          | 3,47  | 1464  | 0          | 2,22  | 1030  | 0          |
| Ciutadans (CS)                                           | 1,34  | 638   | 0          | 9,79  | 5521  | 3          | 11,90 | 5965  | 4          | 1,03  | 433   | 0          | 2,12  | 981   | 0          |

## Evolución de la deuda viva municipal
El concepto de deuda viva contempla sólo las deudas con cajas y bancos relativas a créditos financieros, valores de renta fija y préstamos o créditos transferidos a terceros, excluyéndose, por tanto, la deuda comercial.
| Gráfica de evolución de la deuda viva del Ayuntamiento entre 2008 y 2023                         |
|                                                                                                  |
| Deuda viva del Ayuntamiento de Lleida, en miles de euros, según datos del Ministerio de Hacienda |